# Andy Ruiz Jr.
Andrés Ponce Ruiz Jr. (Imperial, California, 11 de septiembre de 1989) es un boxeador profesional mexicoestadounidense. Fue campeón de la WBO, WBA, IBO e IBF en la categoría de peso pesado al vencer a Anthony Joshua por vía nocaut quien defendía el título. Posteriormente, en la revancha entre ambos el pasado 7 de diciembre de 2019, Joshua recuperó los títulos por decisión unánime.

## Carrera amateur

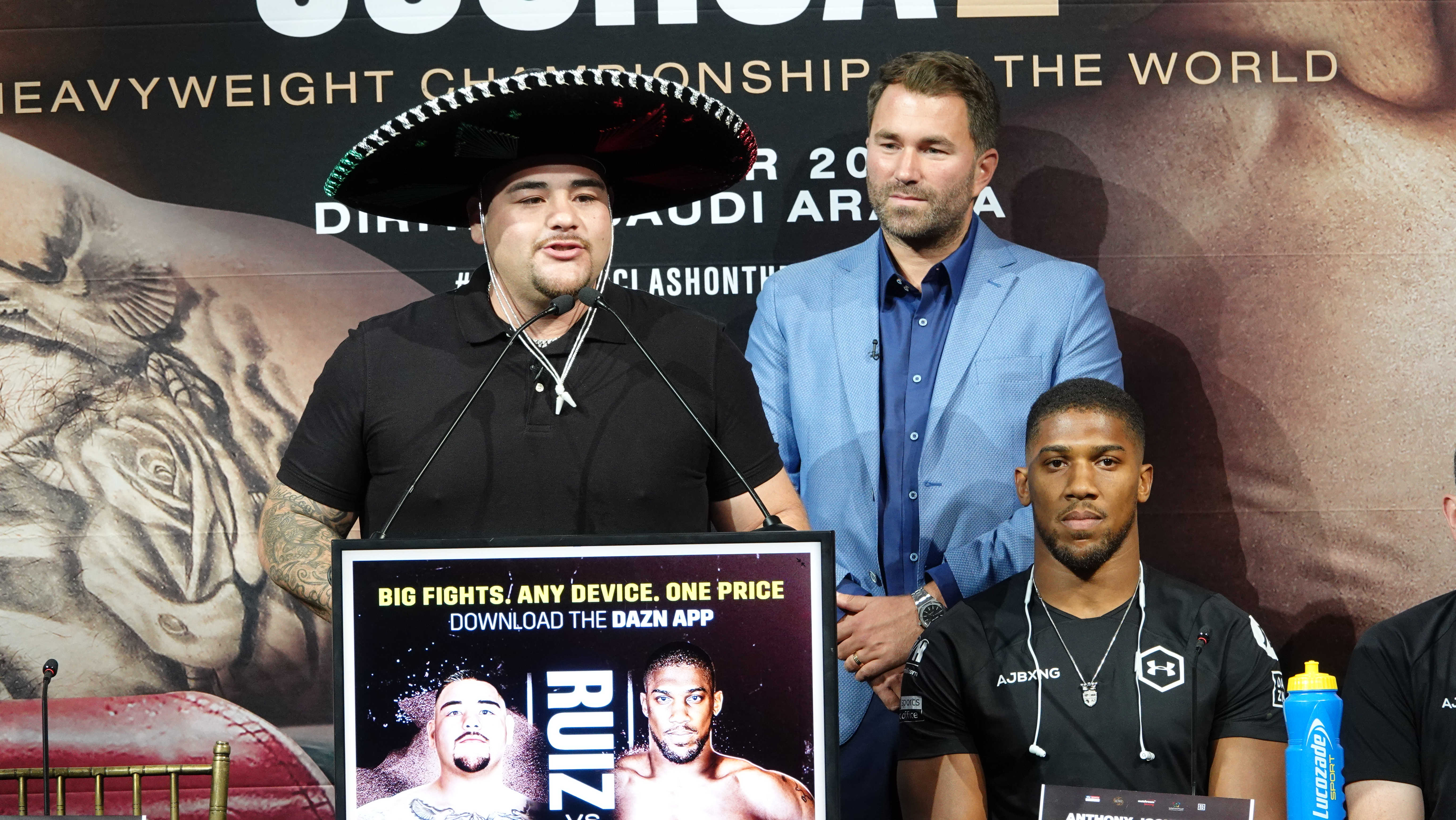
Andy Ruiz Jr. habla en la conferencia de prensa anunciando su revancha con Anthony Joshua por el Campeonato Mundial de Peso Pesado. El evento se llevó a cabo el 5 de septiembre de 2019 en la casa del Bowery Bank original en el Bajo Manhattan.

Durante su carrera amateur, Ruiz alcanzó un récord de 105-5 con el entrenador cubano Fernando Ferrer. Luego ganó dos medallas de oro en la Olimpiada Nacional y Nacional Juvenil de México y ganó el Campeonato Mundial de Peso Pesado de Ringside. Representó a México en los torneos de clasificación de los Juegos Olímpicos de Beijing 2008, pero perdió ante Robert Alfonso y Óscar Rivas y no lo logró.

## Carrera profesional

### Inicios
Ruiz, de 19 años, hizo su debut profesional el 28 de marzo de 2009 en la Plaza de Toros en Tijuana, Baja California, México, en una pelea de 4 asaltos contra Miguel Ramírez. Ruiz ganó la pelea a través del KO en el primer asalto. Ruiz peleó nuevamente después de 3 meses en el mismo lugar, esta vez derribando a Ross Brantley 3 veces en la primera ronda, ganando la pelea por TKO. Ruiz tuvo un parón de 8 meses antes de regresar al ring en febrero de 2010, ganando una decisión unánime de 4 asaltos contra Juan Luis López Alcaraz. Un mes más tarde, Ruiz hizo su debut en el Gaylord Hotel en derrotando a Luke Vaughn en el primer asalto. Ruiz tuvo sus siguientes 3 peleas del 2010 también en los Estados Unidos derrotando a Miles Kelly por nocaut, Raymond López por decisión unánime y Francisco Díaz por nocaut.

### Andy Ruiz Jr. vs. Joseph Parker
Ruiz recibió la orden de pelear contra Joseph Parker en Nueva Zelanda por el título de peso pesado de la WBO, y la pelea se llevó a cabo el 10 de diciembre de 2016. Esta pelea se produjo cuando Ruiz era uno de los dos contendientes mejor clasificados dispuestos a pelear por el título vacante. El título quedó libre cuando el ex campeón Tyson Fury dejó vacante el título.
Ruiz no logró convertirse en el primer peso pesado mexicano en ganar un título mundial, ya que Parker ganó la pelea por decisión mayoritaria con puntuaciones de 115-113, 115-112 y 114-114. Ruiz dijo que le gustaría tener una revancha en el futuro. Las estadísticas de CompuBox mostraron que Parker conectó 119 de 560 golpes lanzados (21%) y Ruiz aterrizó 107 de sus 416 lanzados (26%). En una transmisión retrasada de HBO, la pelea alcanzó un máximo de 585,000 espectadores, con un promedio de 521,000 espectadores.

### Andy Ruiz Jr. vs. Anthony Joshua
Antes de la pelea con Dimitrenko, Ruiz presentó su nombre para reemplazar a Jarrell Miller y desafiar a Anthony Joshua (23-1, 21 KOs) por los títulos de peso pesado unificados de la AMB/OMB/IBF/IBO el 1 de junio de 2019, luego de que Miller fuese suspendido por la licencia de la Comisión de Atletismo de Nueva York después de que fallara tres pruebas diferentes para los PED. El 22 de abril, Ruiz confirmó que su equipo tenía una reunión programada con el promotor Eddie Hearn, oficialmente poniéndose en la carrera. Ruiz se convirtió en uno de los pioneros luego de que se informara que el equipo de Luis Ortiz había rechazado dos ofertas para pelear contra Joshua. El 1 de mayo, cuando faltaba un mes para la noche de la pelea, Joshua vs. Ruiz fue confirmado y se anunció que tendría lugar en el Madison. Ruiz derrotó a Joshua por nocaut técnico para convertirse en campeón mundial de peso pesado.

### Andy Ruiz Jr. vs. Anthony Joshua II
Se confirmó que se llevaría a cabo la revancha entre Andy Ruiz Jr. y Anthony Joshua en Arabia Saudita.
La pelea duró los 12 asaltos, sin embargo la nula preparación de Ruiz no permitió que mantuviese sus títulos sobre Joshua, este último terminó proclamándose campeón.

## Vida personal
Ruiz reside en su ciudad natal de Imperial, California; se graduó de Imperial High School en 2007. Habla con fluidez tanto inglés como español.

## Récord profesional
| 35 Ganadas (22 KOs), 2 Derrotas, 1 Empate |        |                         |      |              |                          |                                                                  |                                                                                              |
| Res.                                      | Record | Oponente                | Tipo | Rd., Tiempo  | Datos                    | Localidad                                                        | Notas                                                                                        |
| G                                         | 1–0    | Miguel Ramirez          | KO   | 1 (4), 0:34  | 28 de marzo de 2009      | Bullring by the Sea, Tijuana, México                             |                                                                                              |
| G                                         | 2–0    | Ross Brantley           | TKO  | 1 (6), 1:37  | 26 de junio de 2009      | Plaza de toros Calafia, Mexicali, México                         |                                                                                              |
| G                                         | 3–0    | Juan Luis Lopez Alcaraz | UD   | 4            | 12 de febrero de 2010    | Gimnasio Municipal, Mexicali, México                             |                                                                                              |
| G                                         | 4–0    | Luke Vaughn             | KO   | 1 (4), 1:55  | 12 de marzo de 2010      | Gaylord Texan Resort Hotel & Convention Center, Grapevine, Texas |                                                                                              |
| G                                         | 5–0    | Miles Kelly             | TKO  | 1 (4), 1:06  | 16 de octubre de 2010    | Silverton Las Vegas, Enterprise, Nevada                          |                                                                                              |
| G                                         | 6–0    | Raymond Lopez           | UD   | 4            | 20 de noviembre de 2010  | WinStar World Casino, Thackerville, Oklahoma                     |                                                                                              |
| G                                         | 7–0    | Francisco Diaz          | KO   | 2 (4), 1:08  | 4 de diciembre de 2010   | Honda Center, Anaheim, California                                |                                                                                              |
| G                                         | 8–0    | Kelsey Arnold           | KO   | 3 (6), 2:19  | 5 de febrero de 2011     | Maywood Center, Maywood, California                              |                                                                                              |
| G                                         | 9–0    | Álvaro Morales          | UD   | 6            | 26 de febrero de 2011    | Pearl Concert Theater, Paradise, Nevada                          |                                                                                              |
| G                                         | 10–0   | Angel Herrera           | UD   | 6            | 23 de abril de 2011      | WinStar World Casino, Thackerville, Oklahoma                     |                                                                                              |
| G                                         | 11–0   | Villi Bloomfield        | TKO  | 4 (4), 2:04  | 15 de julio de 2011      | Texas Station, North Las Vegas, Nevada                           |                                                                                              |
| G                                         | 12–0   | Ken Frank               | TKO  | 2 (6), 1:53  | 17 de septiembre de 2011 | BlueWater Resort & Casino, Parker, Arizona                       |                                                                                              |
| G                                         | 13–0   | Theron Johnson          | UD   | 6            | 17 de diciembre de 2011  | WinStar World Casino, Thackerville, Oklahoma                     |                                                                                              |
| G                                         | 14–0   | Homero Fonseca          | UD   | 8            | 23 de marzo de 2012      | Casino Del Sol, Tucson, Arizona                                  |                                                                                              |
| G                                         | 15–0   | Jonte Willis            | TKO  | 8 (8), 0:54  | 7 de julio de 2012       | Home Depot Center, Carson, California                            |                                                                                              |
| G                                         | 16–0   | Maurenzo Smith          | KO   | 1 (8), 2:11  | 13 de septiembre de 2012 | The Joint, Paradise, Nevada                                      |                                                                                              |
| G                                         | 17–0   | Elijah McCall           | TKO  | 3 (8), 2:59  | 7 de diciembre de 2012   | Texas Station, North Las Vegas, Nevada                           |                                                                                              |
| G                                         | 18–0   | Matthew Greer           | KO   | 1 (8), 2:53  | 16 de marzo de 2013      | Home Depot Center, Carson, California                            |                                                                                              |
| G                                         | 19–0   | Carl Davis              | TKO  | 1 (8), 0:35  | 8 de junio de 2013       | The Joint, Paradise, Nevada                                      |                                                                                              |
| G                                         | 20–0   | Joe Hanks               | TKO  | 4 (10), 1:41 | 27 de julio de 2013      | Cotai Arena, Macau, SAR                                          | Gana el título vacante WBO Inter-Continental peso pesado                                     |
| G                                         | 22–0   | Manuel Quezada          | TKO  | 2 (10), 2:00 | 17 de mayo de 2014       | Selland Arena, Fresno, California                                | Retiene los títulos WBO Inter-Continental y NABF peso pesado                                 |
| G                                         | 21–0   | Tor Hamer               | RTD  | 3 (10), 3:00 | 23 de noviembre de 2013  | Cotai Arena, Macau, SAR                                          | Retiene el título WBO Inter-Continental peso pesado; Gana el título vacante NABF peso pesado |
| G                                         | 23–0   | Kenny Lemos             | TKO  | 1 (8), 2:18  | 25 de octubre de 2014    | Selland Arena, Fresno, California                                |                                                                                              |
| G                                         | 24–0   | Siarhei Liakhovich      | UD   | 10           | 20 de diciembre de 2014  | Celebrity Theatre, Phoenix, Arizona                              | Retiene los títulos WBO Inter-Continental y NABF peso pesado                                 |
| G                                         | 25–0   | Joell Godfrey           | UD   | 8            | 26 de septiembre de 2015 | Tachi Palace Hotel & Casino, Lemoore, California                 | Retiene el título NABF peso pesado                                                           |
| G                                         | 26–0   | Raphael Zumbano Love    | UD   | 8            | 24 de octubre de 2015    | CenturyLink Center, Omaha, Nebraska                              |                                                                                              |
| G                                         | 27–0   | Ray Austin              | RTD  | 4 (8), 3:00  | 14 de mayo de 2016       | Sportsmen's Lodge, Studio City, California                       | Retiene el título NABF peso pesado                                                           |
| G                                         | 28–0   | Josh Gormley            | TKO  | 3 (10), 1:42 | 16 de julio de 2016      | Masonic Temple, Detroit, Míchigan                                |                                                                                              |
| G                                         | 29–0   | Franklin Lawrence       | UD   | 10           | 10 de septiembre de 2016 | Tachi Palace Hotel & Casino, Lemoore, California                 | Retiene el título NABF peso pesado                                                           |
| D                                         | 29–1   | Joseph Parker           | MD   | 12           | 10 de diciembre de 2016  | Vector Arena, Auckland, Nueva Zelanda                            | Por el título mundial vacante WBO peso pesado                                                |
| G                                         | 30–1   | Devin Vargas            | KO   | 1 (8), 1:38  | 10 de marzo de 2018      | StubHub Center , Carson, California                              |                                                                                              |
| G                                         | 31–1   | Kevin Johnson           | UD   | 10           | 7 de julio de 2018       | Save Mart Center, Fresno, California                             |                                                                                              |
| G                                         | 32–1   | Alexander Dimitrenko    | RTD  | 5 (10), 3:00 | 20 de abril de 2019      | Dignity Health Sports Park, Carson, California                   |                                                                                              |
| G                                         | 33–1   | Anthony Joshua          | TKO  | 7 (12), 1:27 | 1 de junio de 2019       | Madison Square Garden, New York City, New York                   | Gana los títulos WBA (Super), IBF, WBO y IBO peso pesado                                     |
| D                                         | 33-2   | Anthony Joshua          | UD   | 12           | 7 de diciembre de 2019   | Diriyah Arena, Diriyah, Arabia Saudí                             | Pierde los títulos WBA (Super), IBF, WBO y IBO peso pesado                                   |
| G                                         | 34-2   | Chris Arreola           | UD   | 12           | 1 de mayo de 2021        | Dignity Health Sports Park, Carson, California                   |                                                                                              |
| G                                         | 35-2   | Luis Ortiz              | UD   | 12           | 4 de septiembre de 2022  | Crypto.com Arena, Los Ángeles, California                        |                                                                                              |
| E                                         | 35-2-1 | Jarrell Miller          | MD   | 12           | 3 de agosto de 2024      | BMO Stadium, Los Ángeles, California                             |                                                                                              |